# Naturdenkmal Baumgruppe aus zwei Bergahorn und einer Kastanie
Das Naturdenkmal Baumgruppe aus zwei Bergahorn und einer Kastanie liegt westlich von Madfeld im Stadtgebiet von Brilon. Die Bäume wurden 2001 mit dem Landschaftsplan Hoppecketal durch den Kreistag des Hochsauerlandkreises als Naturdenkmal (ND) ausgewiesen. Das Naturdenkmal ist umgeben vom Landschaftsschutzgebiet Freiflächen um Radlinghausen und Madfeld. Das ND liegt nahe dem Abzweig der Kreisstraße nach Radlinghausen von der Landesstraße 637. In der Umgebung befinden sich auch Aussiedlerhöfe.

## Beschreibung
Neben den beiden Bergahornen und der Kastanie stehen einigen jüngeren Bäume und ein Bildstock. Das ND befindet sich mitten in landwirtschaftlichen Flächen. Die direkte Umgebung wird als Grünland genutzt.

## Verbote und Gebote
Wie bei anderen Baumnaturdenkmalen wurde das Verbot festgelegt, es zu beschädigen, auszureißen, auszugraben oder Teile davon abzutrennen oder auf andere Weise in seinem Wachstum oder Erscheinungsbild zu beeinträchtigen. Es besteht ferner das Verbot, den Traufbereich des Naturdenkmals zu befestigen oder zu verfestigen und Stoffe oder Gegenstände im Bereich des Naturdenkmals anzubringen, zu lagern und abzulagern, die das Erscheinungsbild oder den Bestand des Naturdenkmals gefährden oder beeinträchtigen können. Dazu gehören auch Pflanzenschutzmittel, organische oder mineralische Dünge- und Bodenverbesserungsmittel sowie Futtermittel.
Eine Beeinträchtigung des Erscheinungsbildes kann insbesondere durch Anbringen von Ansitzleitern, Jagdhochsitzen, Zäunen und Werbeträgern erfolgen. Es ist auch verboten, Aufschüttungen, Verfüllungen, Abgrabungen und Ausschachtungen vorzunehmen oder die Bodengestalt in anderer Weise zu verändern. Unter das Verbot fallen auch Ausschachtungen zum Zwecke der Verlegung von Leitungen.
Wie für andere Baumnaturdenkmale besteht das Gebot, es durch geeignete Pflegemaßnahmen zu erhalten.